# Дилан Хартли
Дилан Хартли (енгл. Dylan Hartley; 24. март 1986) енглески је професионални рагбиста, талонер премијерлигаша Нортхемптон Сеинтс и репрезентативац Енглеске.

## Биографија
Дилан Хартли је рођен на Новом Зеланду, али определио се да игра за Енглеску, јер је његова мајка енглескиња. Висок је 185 cm, тежак 110 кг и игра на позицији број 2 - талонер (енгл. Hooker). Само један меч је одиграо за рагби јунион тим Вустер Вориорс, а онда је прешао у бившег шампиона Европе Нортхемптон Сеинтс. За Сеинтсе је одиграо чак 204 утакмица и постигао 21 есеј. За рагби јунион репрезентацију Енглеске је одиграо 66 тест мечева и постигао један есеј, али је привремено 2015. избачен из репрезентације због недисцилине, незгодног темперамента и низа неспортских потеза. Упркос томе што је арогантан, нико Хартлију не оспорава да је најбољи талонер у Европи.